# Chanovice (zámek)
Chanovice jsou tvrz přestavěná na zámek ve stejnojmenné obci v okrese Klatovy. Několik století sloužil jako sídlo rodu Chanovských z Dlouhé Vsi a dalších šlechtických rodin. Ve dvacátém století byla v zámku zřízena škola a dvůr využívalo jednotné zemědělské družstvo. Zámecký areál je od roku 1964 chráněn jako kulturní památka.

## Historie
Předchůdcem chanovického zámku byla tvrz postavená koncem třináctého století. První písemná zmínka o ní však pochází až z roku 1542, kdy si ji jako společný majetek nechali spolu s dvorem a vesnicí zapsat do desk zemských bratři Petr, Jiří, Mořic a Adam Chanovští z Dlouhé Vsi. Některý z příslušníků jejich rodu nechal starou gotickou tvrz přestavět v renesančním slohu. Bratři se později o majetek rozdělili, takže Chanovice se Svéradicemi zůstaly Jiřímu, který obě vesnice roku 1554 prodal bratru Adamovi. Ten roku 1589 Chanovice věnoval synu Petrovi. Petr zemřel roku 1600, a přežil tak otce jen o dva roky. Zůstal po něm nezletilý syn Jan Jindřich, jehož poručníci koupili zpět dědem Adamem prodaný dvorec v Chanovicích. Od Jana statek získal strýc Kryštof. Během stavovského povstání v roce 1618 zámek přepadl Zdeněk Ježovský z Lub a sebral zde oves, který vydal oddílům stavovského vojska.
Po Kryštofově smrti získal Chanovice opět Jan Jindřich, kterému patřily až do smrti dne 29. července 1656. Poručníkem sirotků se stal strýc Jan Vilém, ale zámek v dospělosti převzal Jan Vilém zvaný mladší, syn zemřelého Kryštofa. Po smrti Jan Viléma mladšího zámek zdědil syn František Václav a po něm vnuk Václav Josef, který panství prodal hraběti Ferdinandu Jáchymu Rumerskirchovi. Jeho potomkům zámek patřil až do roku 1793. V roce 1780 vyhořel, ale majitelé ho nechali opravit a při té příležitosti barokně upravit fásády. V roce 1793 zámek od Ferdinanda Kryštofa Rumerskircha koupil Josef Wietschel. Po něm se majitelem stal Josef Elsenwanger a v roce 1803 jej prodal Josefovi Milickému a od roku 1811 zámek patřil plzeňské rodině Becherů. Poslední větší úpravy interiérů proběhly v letech 1811–1838.
Na konci dvacátého století zámecký areál získala a opravila obec Chanovice. V zámecké budově jsou umístěné základní škola se školní jídelnou, knihovna, expozice věnované lidovým řemeslům a historii zámku. Přilehlý zemědělský dvůr byl upraven pro kulturní (koncertní a výstavní síň) a sportovní využití (tělocvična), ubytování a garáže.

## Stavební podoba
| Rok  | Počet návštěvníků |
| ---- | ----------------- |
| 2015 | 21 000            |
| 2016 | 38 600            |
| 2017 | 31 500            |

Nepravidelná zámecká budova s jedním až dvěma patry obklopuje čtvercový dvůr. K památkově chráněnému areálu patří také hospodářský dvůr, přilehlý park a ohradní zeď. V parku stojí gloriet s trojbokým štítem a hrotitými okny.